# Lake Carina
Der Lake Carina ist ein Gebirgssee im Southland District der Region Southland auf der Südinsel von Neuseeland.

## Geographie
Der Lake Carina befindet sich rund 2 km nordwestlich des Endes des West Arm des Lake Manapouri und damit auch 2 km nordwestlich der Manapōuri Hydro Station, eines 800-Megawatt-Wasserkraftwerks. Der See, der sich über eine Fläche von 14,3 Hektar ausdehnt, erstreckt sich über eine Länge von rund 715 m in Nord-Süd-Richtung und misst an seiner breitesten Stelle rund 295 m in Ost-West-Richtung. Der Umfang des Sees kommt auf eine Länge von rund 1,81 km.
Der See wird hauptsächlich von dem von Norden vom Lake Lucille kommenden Brae Burn gespeist. Dieser entwässert den Lake Carina auch an seinem südlichen Ende in Richtung Spey River, der wenig später in den West Arm des Lake Manapouri mündet.